# Przejście – Koncert
Przejście – Koncert – dwupłytowe wydawnictwo zespołu Przejście (DVD i CD), nagrane 15 października 2005 w Ośrodku Inicjatyw Artystycznych w Łodzi. Na koncercie pojawiają się goście: Mirko Fernandez Sanchez, Rafael Alfaro Alvarado oraz Maciej Tubis.

## Utwory
1. "Słowa" (muz. Jan Degirmendžić, sł. Bolesław Leśmian)
2. "Jesienne dni" (muz., sł. Maciej Górski)
3. "Erotyk prosty" (muz. Piotr Kołsut, sł. Wojciech Bellon)
4. "Niepogoda" (muz. Jan Degirmendžić, sł. Joanna Wierzejska)
5. "Już kocham cię tyle lat" (muz. Piotr Kołsut, sł. Konstanty Ildefons Gałczyński)
6. "Dla naszych" (muz. Piotr Kołsut, sł. Jacek Daszyński)
7. "Kołysanka" (muz. Jan Degirmendžić, sł. Piotr Komorowski)
8. "Dyrygentka" (muz. Piotr Kołsut, sł. Jacek Daszyński)
9. "Muzyka" (muz. Grzegorz Kądziela, sł. Piotr Komorowski)
10. "Kropla deszczu" (muz. Jan Degirmendžić, sł. Halina Poświatowska)
11. "Com uczynił, żeś nagle pobladła" (muz. Jan Degirmendžić, sł. Bolesław Leśmian)
12. "Niedokończona jesienna fuga" (muz. Piotr Kołsut, sł. Wojciech Bellon)
13. "Bobo" (ludowa piosenka bośniacka)
14. "Koniugacja" (muz. Jan Degirmendžić, sł. Halina Poświatowska)
15. "Za wszystko" (muz. Piotr Kołsut, sł. ks. Jan Twardowski)